# Морський рушій

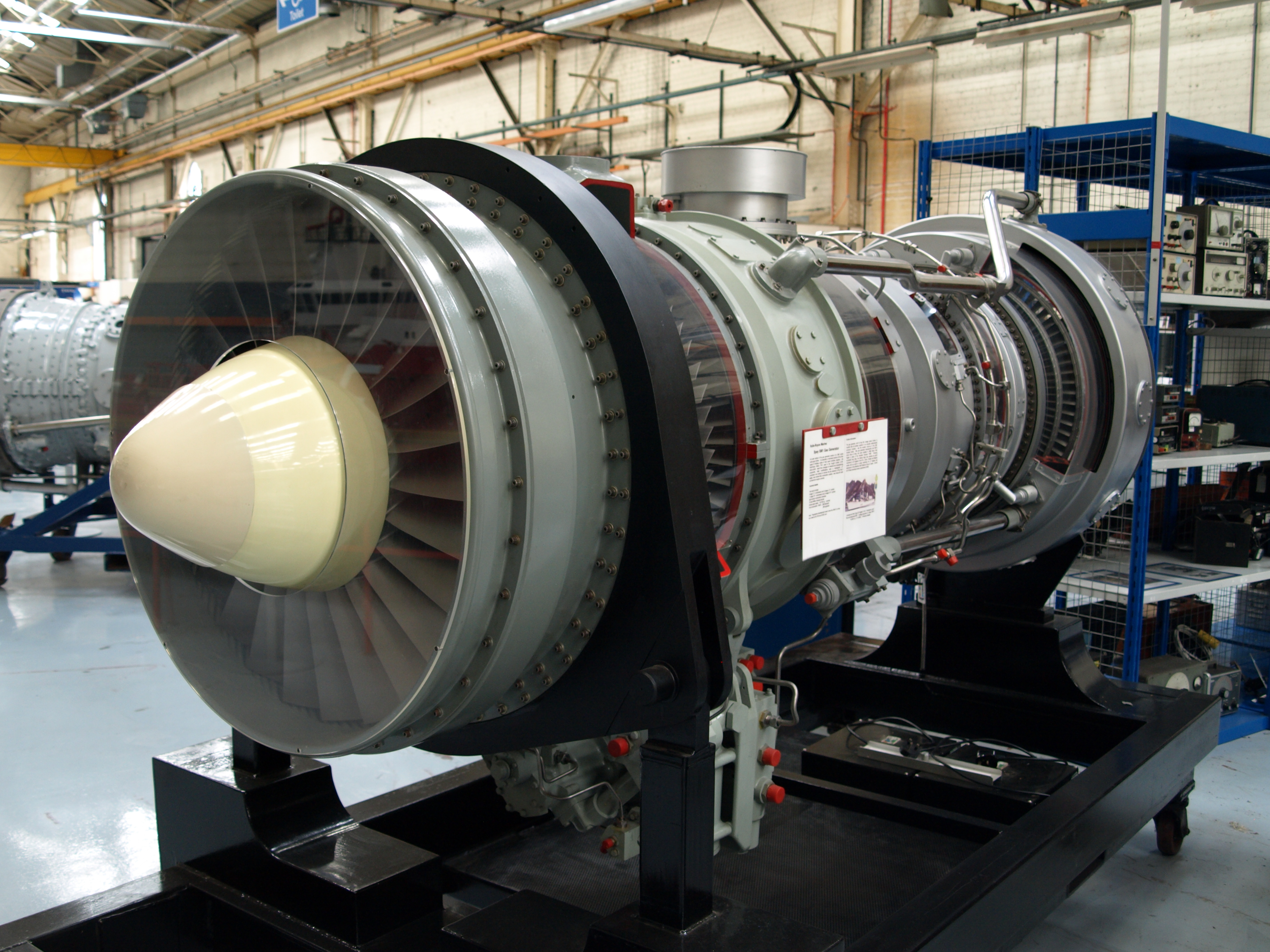
Rolls-Royce Marine Spey, газова турбіна, розроблена Rolls-Royce Holdings у 1960-х роках для морського руху.

Морський рушій або морська рушійна установка — це механізм або система, яка використовується для створення тяги для руху водного транспортного засобу через воду. У той час як весла та вітрила все ще використовуються на деяких невеликих човнах, більшість сучасних кораблів приводяться в рух механічними системами, що складаються з електродвигуна або двигуна внутрішнього згоряння, що приводить в рух гвинт, або рідше, у реактивних насосах, крильчатку. Морська інженерія — дисципліна, що займається процесом інженерного проєктування морських силових установок.

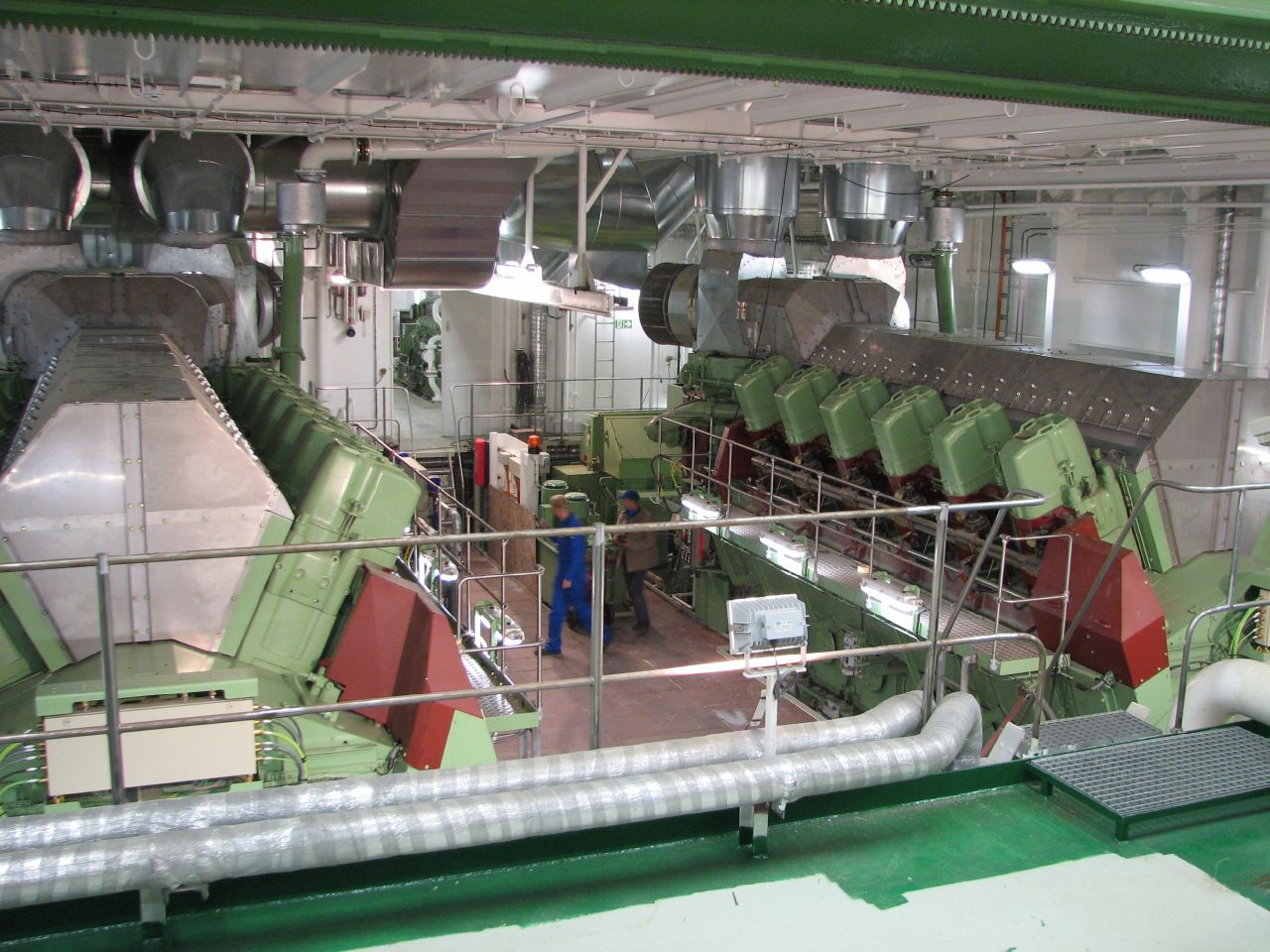
Суднові дизельні двигуни V12

Весла а пізніше вітрила були першими формами морського руху. Веслові галери, деякі з яких були оснащені вітрилом, відігравали важливу роль у ранньому мореплавстві та війнах людей. Першим вдосконаленим механічним засобом морського руху був морський паровий двигун, представлений на початку 19 століття. Протягом 20-го століття його замінили двотактні або чотиритактні дизельні двигуни, підвісні мотори та газотурбінні двигуни на більш швидкісних кораблях. Морські ядерні реактори, які з'явилися в 1950-х роках, виробляють пару для приводу військових кораблів і криголамів. Спроба комерційного застосування, зроблена наприкінці того десятиліття, не прижилася. Електродвигуни, які використовують акумуляторні блоки, використовувалися для руху на підводних човнах і електричних човнах і були запропоновані для енергоефективного руху.

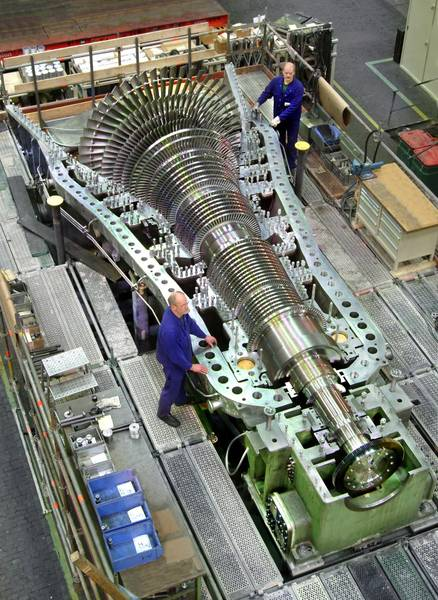
Суднова парова турбіна виробництва MAN Energy Solutions

Розробки двигунів, що працюють на зрідженому природному газі (СПГ), отримують визнання за низькі викиди та економічні переваги. Двигуни Стірлінга, які є тихішими та плавніше працюють, приводять у рух низку малих підводних човнів, щоб вони працювали якомога тихіше. Його конструкція не використовується в цивільному морському застосуванні через нижчий загальний ККД, ніж у двигунів внутрішнього згоряння або силових турбін.

## Історія

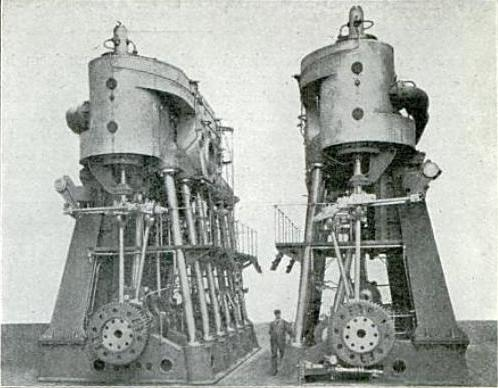
Суднові парові поршневі двигуни, бл. 1905 рік

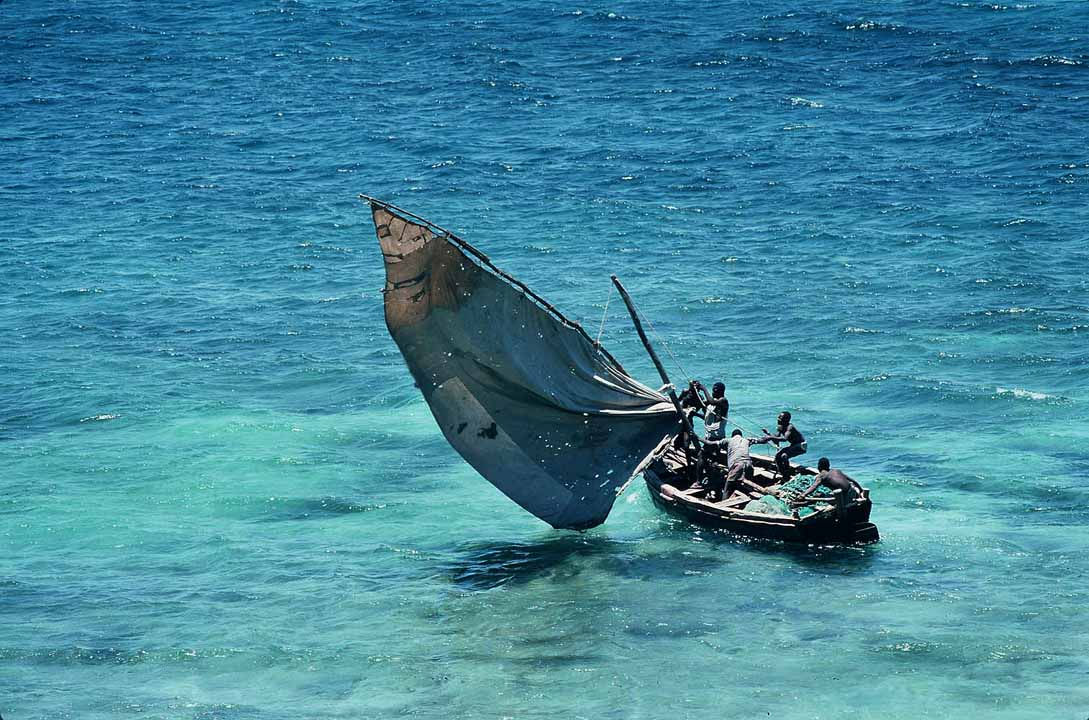
Рибальський човен, що рухався вітром, у Мозамбіку

До застосування парового двигуна, що працює на вугіллі, на кораблях на початку 19 століття використовували весла або вітер для руху водних суден. Торговельні кораблі переважно використовували вітрила, але в періоди, коли морська війна залежала від кораблів, які йшли на таран або вели рукопашний бій, перевагу надавали галерам через їх маневреність і швидкість. Грецький флот, який брав участь у Пелопоннеській війні, використовував трієри, як і римляни в битві при Акціумі. Розвиток військово-морської артилерії, починаючи з 16-го сторіччя, випереджав маневреність над маневреністю; це призвело до домінування вітрильних військових кораблів протягом наступних трьох століть.
У сучасний час рух людини використовується переважно на невеликих човнах або як допоміжний двигун на вітрильниках. Людський рух включає жердину для штовхання, веслування та педалі.
Вітрильний рух, як правило, складається з вітрила, піднятого на випрямленій щоглі, що підтримується опорами та контролюється тросами, зробленими з мотузки. Вітрила були домінуючою формою комерційного двигуна до кінця дев'ятнадцятого століття і продовжували використовуватися навіть у двадцятому столітті на маршрутах, де вітер був забезпечений і вугілля недоступне, наприклад, у південноамериканській торгівлі нітратами. Вітрила зараз зазвичай використовуються для відпочинку та перегонів, хоча інноваційні застосування повітряних зміїв / королівських вітрил, турбовітрил, гвинтових вітрил, крилових вітрил, вітряних млинів і власної системи повітряних зміїв SkySails використовуються на більших сучасних суднах для економії палива.

Як працює парова машина з потрійним розширенням

У другій половині 20 століття зростання вартості палива майже призвело до загибелі парових турбін. Більшість нових кораблів приблизно з 1960 року будували з дизельними двигунами, як чотири, так і двотактними. Останнім великим пасажирським судном, побудованим з паровими турбінами, був Fairsky, спущений на воду в 1984 році. Подібним чином, багато парових суден були переобладнані двигунами, щоб покращити паливну ефективність. Одним із гучних прикладів був побудований у 1968 році Queen Elizabeth 2, на якому в 1986 році було замінено парові турбіни на дизель-електричну силову установку.
Більшість новопобудованих суден з паровими турбінами є спеціалізованими суднами, такими як атомні судна, а також деякі торгові судна (зокрема, судна для перевезення зрідженого природного газу (LNG) і вугілля), де вантаж може використовуватися як бункерне паливо.

## Двигуни

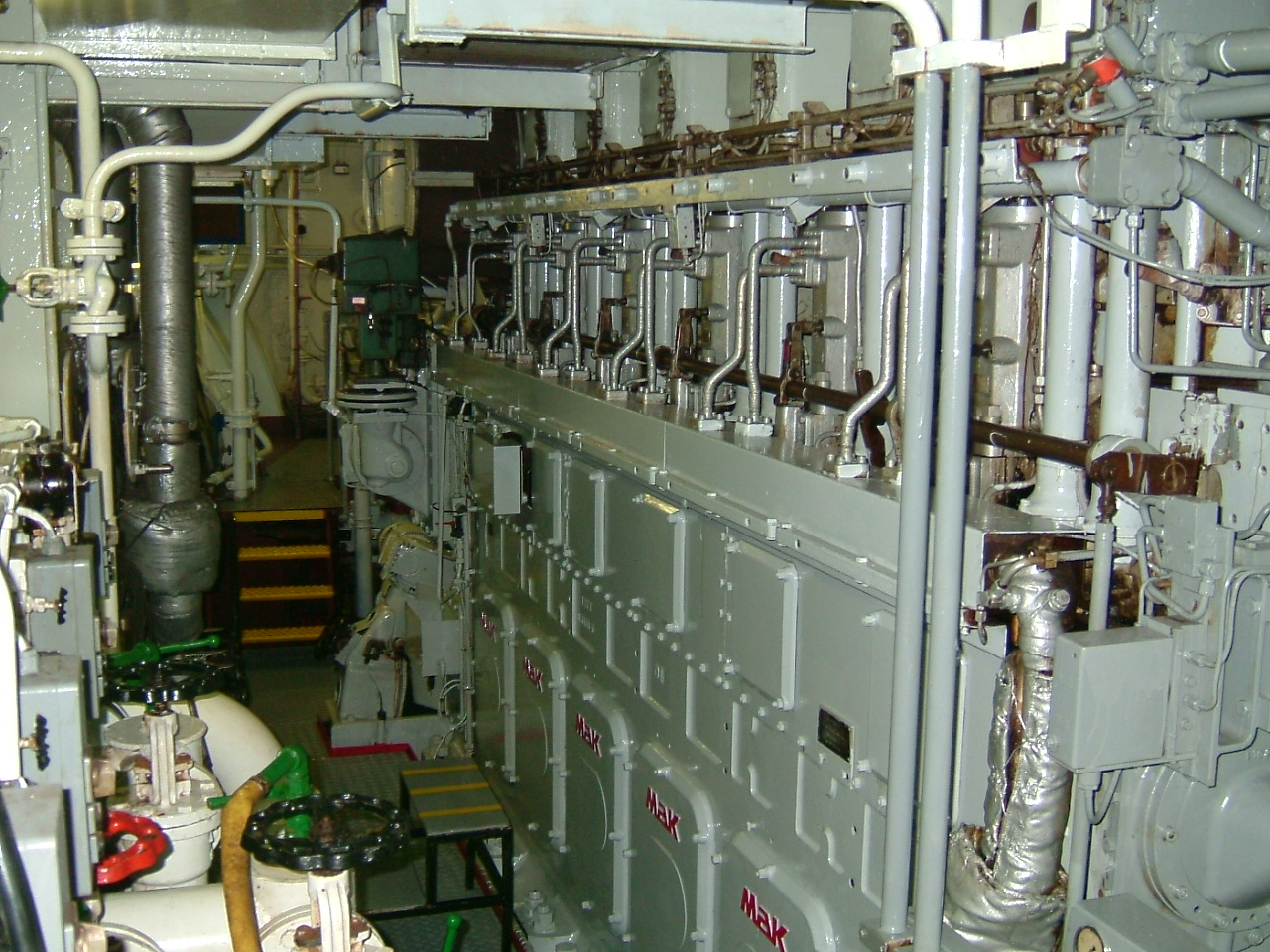
Сучасний дизельний двигун на борту вантажного судна

Потік впуску та вихлопу в 2-тактному дизельному двигуні великої навантаженості

### Пар

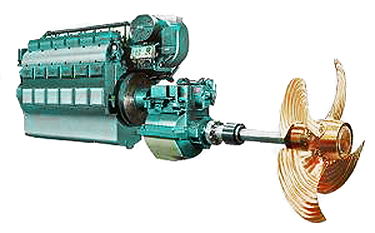
4-тактний судновий дизельний двигун

Пара приводить в дію два типи двигунів: поршневий (з паровими поршнями, з'єднаними з колінчастим валом) і турбінний (з паровими лопатями, радіально прикріпленими до обертового валу). Потужність валу від кожного може надходити безпосередньо до гвинта, насоса чи іншого механізму, або вона проходить через певну форму трансмісії; механічні, електричні або гідравлічні. У 1800-х роках пар був одним з основних джерел енергії для морської тяги. У 1869 році відбувся великий приплив парових кораблів, оскільки парова машина зазнала значного прогресу протягом цього періоду.
Розвиток поршневих пароплавів був складним процесом. Ранні пароплави використовували дрова, пізніші — вугілля або мазут. Ранні кораблі використовували кормові або бічні гребні колеса, які поступилися місцем гвинтовим гвинтам.

### Дизель
Більшість сучасних кораблів використовують поршневий дизельний двигун як головний рушій завдяки простоті експлуатації, надійності та економії палива порівняно з більшістю інших механізмів первинного рушія. Обертовий колінчастий вал може бути безпосередньо з'єднаний з пропелером у тихохідних двигунах, через редуктор для середньо- та високошвидкісних двигунів або через генератор змінного струму та електродвигун у дизель-електричних суднах. Обертання колінчастого вала з'єднане з розподільним валом або гідравлічним насосом на інтелектуальному дизелі.

## Плавучість
Підводні глайдери перетворюють плавучість на тягу за допомогою крил або нещодавно форми корпусу (SeaExplorer Glider). Плавучість робиться альтернативно негативною та позитивною, створюючи профілі зубчастої пилки.
 